# 帕特里克·尤林
帕特里克·尤林（瑞典語：Patrik Juhlin，1970年4月24日—），瑞典男子冰球运动员，1987年开始职业生涯。他曾代表瑞典参加1994年冬季奥林匹克运动会冰球比赛，获得一枚金牌。